# Liste der Naturdenkmale in Koblenz
Die Liste der Naturdenkmale in Koblenz nennt die im Stadtgebiet von Koblenz ausgewiesenen Naturdenkmale (Stand 24. April 2024).

## Naturdenkmale
| Nr.         | Bezeichnung                            | Lage                                                                           | Beschreibung                                                                             | Bild                                    |
| ----------- | -------------------------------------- | ------------------------------------------------------------------------------ | ---------------------------------------------------------------------------------------- | --------------------------------------- |
| ND-7111-001 | Ehemaliger Steinbruch Rittersturz      | Stolzenfels, nördlich von Königsbach an der B 9; Flur In der Scharrlay Lage    | Typuslokalität der Rittersturz-Schichten; flächenhaftes Naturdenkmal                     | Fotos hochladen                         |
| ND-7111-002 | Ehemaliger Steinbruch Nellenköpfchen   | Ehrenbreitstein, nördlich des Ortes oberhalb der B 42; Flur Nellenkopf Lage    | Typuslokalität der Nellenköpfchen-Schichten; flächenhaftes Naturdenkmal                  | Direkt Bild zu diesem Denkmal hochladen |
| ND-7111-003 | Baumbestand auf dem Friedhof Moselweiß | Moselweiß, Klosterstraße, auf dem katholischen Friedhof Lage                   | flächenhaftes Naturdenkmal                                                               | Direkt Bild zu diesem Denkmal hochladen |
| ND-7111-004 | Nußbaum am Kemperhof                   | Moselweiß, Koblenzer Straße, bei Nr. 115–157 (Klinikum Kemperhof) Lage         | Juglans nigra                                                                            | Direkt Bild zu diesem Denkmal hochladen |
| ND-7111-005 | Eiche am Kemperhof                     | Moselweiß, Koblenzer Straße, bei Nr. 115–157 (Klinikum Kemperhof) Lage         | Quercus robur                                                                            | Direkt Bild zu diesem Denkmal hochladen |
| ND-7111-006 | Blauzeder am Kemperhof                 | Moselweiß, Koblenzer Straße, bei Nr. 115–157 (Klinikum Kemperhof) Lage         | Cedrus atlantica f. glauca, einer von ursprünglich zwei Bäumen                           | Direkt Bild zu diesem Denkmal hochladen |
| ND-7111-007 | Weymouthskiefer am Kemperhof           | Moselweiß, Koblenzer Straße, bei Nr. 115–157 (Klinikum Kemperhof) Lage         | Pinus strobus                                                                            | Direkt Bild zu diesem Denkmal hochladen |
| ND-7111-008 | Stieleiche am Gesundheitsamt           | Koblenz, Hohenzollernstraße, neben Nr. 74 Lage                                 | Quercus robur                                                                            | Direkt Bild zu diesem Denkmal hochladen |
| ND-7111-009 | Pyramideneiche                         | Koblenz, Mainzer Straße, bei Nr. 56 Lage                                       | Quercus robur f. fastigiata                                                              | Direkt Bild zu diesem Denkmal hochladen |
| ND-7111-010 | Buche                                  | Koblenz, Kurfürstenstraße, hinter Nr. 65 Lage                                  | Fagus sylvatica f. purpurea                                                              | Direkt Bild zu diesem Denkmal hochladen |
| ND-7111-011 | Christusdorn                           | Koblenz, Friedrich-Ebert-Ring, bei Nr. 26–30 (Eichendorff-Gymnasium) Lage      | Gleditsia triacanthos                                                                    | Fotos hochladen                         |
| ND-7111-012 | Platanen am Schloss                    | Koblenz, auf dem Vorplatz des Kurfürstlichen Schlosses Lage                    | Platanus ×hispanica, zwei Gruppen mit jeweils 17 Bäume                                   | Fotos hochladen                         |
| ND-7111-013 | Mammutbaum am Rhein                    | Koblenz, Kaiserin-Augusta-Anlagen Lage                                         | Sequoiadendron giganteum                                                                 | Fotos hochladen                         |
| ND-7111-014 | Mammutbaum                             | Koblenz, Stresemannstraße, neben Nr. 1 im Schlossgarten Lage                   | Sequoiadendron giganteum                                                                 | Fotos hochladen                         |
| ND-7111-015 | Kastanien                              | Rauental, Moselweißer Straße, auf dem jüdischen Friedhof Lage                  | Aesculus hippocastanum, 38 von ursprünglich 64 Bäumen                                    | Fotos hochladen                         |
| ND-7111-016 | Blauzeder                              | Koblenz, Stresemannstraße, hinter Nr. 1 im Schlossgarten Lage                  | Cedrus atlantica f. glauca                                                               | Fotos hochladen                         |
| ND-7111-017 | Schnurbäume                            | Koblenz, Kaiserin-Augusta-Anlagen Lage                                         | Styphnolobium japonicum f. columnaris, vier Bäume                                        | Direkt Bild zu diesem Denkmal hochladen |
| ND-7111-373 | Maulbeerbaum                           | Horchheim, Kirchstraße, bei Nr. 8 Lage                                         | Morus alba, einer von ursprünglich zwei Bäumen                                           | Fotos hochladen                         |
| ND-7111-374 | Platane                                | Horchheim, Müfflingstraße, gegenüber Nr. 15 Lage                               | Platanus ×hispanica; letzter von mehr als 20 Bäumen im ehemaligen Park der Villa Marcana | Fotos hochladen                         |
| ND-7111-375 | Stieleiche an der Schmidtenhöhe        | Horchheimer Höhe, östlich des Ortes an der Alten Heerstraße Lage               | Quercus robur                                                                            | Direkt Bild zu diesem Denkmal hochladen |
| ND-7111-376 | Dicke Eiche auf der Schmidtenhöhe      | östlich des Ortes an der Alten Heerstraße, an der Zufahrt zum Schießplatz Lage | Quercus robur                                                                            | Fotos hochladen                         |
| ND-7111-377 | Grenzeiche                             | Horchheimer Höhe, südöstlich des Ortes; Abteilung Liedches Berg Lage           | Quercus robur, um 1800 gekeimt                                                           | Direkt Bild zu diesem Denkmal hochladen |
| ND-7111-378 | Buchen                                 | Karthause, südlich des Ortes; Abteilung Auf dem Tummelberg Lage                | Fagus sylvatica, zwei Bäume                                                              | Direkt Bild zu diesem Denkmal hochladen |
| ND-7111-379 | Johanneseiche                          | Karthause, südlich vdes Ortes; Abteilung Am Kühkopf Lage                       | auch Fuhrmannseiche; Quercus robur                                                       | Direkt Bild zu diesem Denkmal hochladen |
| ND-7111-380 | Eiche                                  | Karthause, südlich des Ortes; Abteilung Auf dem Hinterberg Lage                | Quercus robur                                                                            | Direkt Bild zu diesem Denkmal hochladen |
| ND-7111-381 | Buche                                  | Karthause, südlich des Ortes; Abteilung Auf dem Hinterberg Lage                | Fagus sylvatica                                                                          | Direkt Bild zu diesem Denkmal hochladen |
| ND-7111-382 | Eichen am Kollrothsweg                 | Karthause, südlich des Ortes; Abteilung Am Remstecken Lage                     | Quercus robur, fünf von ursprünglich sechs Bäumen                                        | Direkt Bild zu diesem Denkmal hochladen |
| ND-7111-383 | Dicke Buche                            | Karthause, südlich des Ortes; Abteilung Remsteckerbach Lage                    | Fagus sylvatica                                                                          | Direkt Bild zu diesem Denkmal hochladen |
| ND-7111-384 | Lärchen am Gatter                      | Karthause, südlich des Ortes; Abteilung Remsteckerbach Lage                    | Larix decidua, drei Bäume                                                                | Direkt Bild zu diesem Denkmal hochladen |
| ND-7111-385 | Eiche am Sauwechsel                    | Karthause, südlich des Ortes; Abteilung Remsteckerbach Lage                    | Quercus robur                                                                            | Direkt Bild zu diesem Denkmal hochladen |
| ND-7111-386 | Drei Buchen                            | Karthause, südlich des Ortes; Abteilung Am Kühkopf (Dreibuchenplatz) Lage      | Fagus sylvatica, drei Bäume                                                              | Direkt Bild zu diesem Denkmal hochladen |
| ND-7111-387 | Dicke Eiche                            | Karthause, südlich des Ortes; Abteilung Kleinbornsbach Lage                    | Quercus robur                                                                            | Direkt Bild zu diesem Denkmal hochladen |
| ND-7111-388 | Eichen- und Buchen-Oberständer         | Karthause, südlich des Ortes; Abteilung Remsteckerbach Lage                    | Quercus robur und Fagus sylvatica                                                        | Direkt Bild zu diesem Denkmal hochladen |
| ND-7111-389 | Pyramidenpappel                        | Arzheim, Am Steiner Kopf, neben Nr. 6 Lage                                     | Populus nigra f. italica, einer von ursprünglich acht Bäumen                             | Direkt Bild zu diesem Denkmal hochladen |
| ND-7111-390 | Immendorfer Eiche                      | Immendorf, Ringstraße, bei Nr. 129 Lage                                        | Quercus robur                                                                            | Direkt Bild zu diesem Denkmal hochladen |
| ND-7111-392 | Kesselheimer Baum                      | Kesselheim, Kaiser-Otto-Straße, bei Nr. 49 Lage                                | Robinia pseudoacacia                                                                     | Fotos hochladen                         |
| ND-7111-394 | Linden in Güls                         | Güls, Teichstraße, bei Nr. 2 Lage                                              | Tilia cordata, vier Bäume                                                                | Direkt Bild zu diesem Denkmal hochladen |
| ND-7111-395 | Hohe Linde                             | Lay, südwestlich des Ortes; Abteilung Am Düppenarm (am Layer Bergweg) Lage     | Tilia cordata                                                                            | Direkt Bild zu diesem Denkmal hochladen |
| ND-7111-396 | Robert-Bodewig-Eiche                   | Karthause, südlich des Ortes; Abteilung Auf dem Hinterberg Lage                | Quercus robur, um 1740 gekeimt                                                           | Fotos hochladen                         |
| ND-7111-398 | Steiner Kopf                           | Arzheim, östlich des Ortes; Flur Am Steinkopf Lage                             | flächenhaftes Naturdenkmal                                                               | Direkt Bild zu diesem Denkmal hochladen |
| ND-7111-400 | Eiche                                  | Karthause, südlich des Ortes; Abteilung Kleinbornsbach Lage                    | Quercus robur                                                                            | Direkt Bild zu diesem Denkmal hochladen |
| ND-7111-401 | Platanenallee im Hauptfriedhof         | Koblenz, Beatusstraße Lage                                                     | Platanus ×hispanica, 38 Bäume                                                            | Direkt Bild zu diesem Denkmal hochladen |

## Ehemalige Naturdenkmale
| Nr.         | Bezeichnung                                  | Lage | Beschreibung                                                                                                 | Bild                                    |
| ----------- | -------------------------------------------- | --- | --- | --------------------------------------- |
| ND-7111-393 | Rosskastanie                                 | Güls, Moselweinstraße, gegenüber Nr. 6 Lage                                                                                   | Aesculus hippocastanum, um 1820 gepflanzt; 2014 wegen Standunsicherheit gefällt, Rechtsverordnung aufgehoben | Direkt Bild zu diesem Denkmal hochladen |
|             | Vier alte Buchen                             | Arzheim, südöstlich des Ortes; Abteilung Auf dem Steingarten Lage                                                             | Fagus sylvatica, vier Bäume                                                                                  | Direkt Bild zu diesem Denkmal hochladen |
|             | Zwei Ulmen                                   | Arzheim, Kreisstraße, gegenüber Nr. 34 (vor der Kapelle) Lage                                                                 | Ulmus sp.; Rechtsverordnung aufgehoben                                                                       | Direkt Bild zu diesem Denkmal hochladen |
|             | Pappel                                       | Arzheim, südlich des Ortes; Flur Auf dem alten Born Lage                                                                      | Populus sp.; Rechtsverordnung aufgehoben                                                                     | Direkt Bild zu diesem Denkmal hochladen |
|             | Zwei dicke Buchen                            | Horchheimheimer Höhe, östlich des Ortes am Dreibuchenplatz Lage                                                               | Fagus sylvatica, zwei Bäume; Rechtsverordnung aufgehoben                                                     | Direkt Bild zu diesem Denkmal hochladen |
|             | Neun Pappeln                                 | Horchheim, südlich der Horchheimer Brücke am Rheinufer Lage                                                                   | Populus sp., neun Bäume; Rechtsverordnung aufgehoben                                                         | Direkt Bild zu diesem Denkmal hochladen |
|             | Zwei Pappeln                                 | Horchheim, Weitenbornstraße, bei der Wendelinuskapelle Lage                                                                   | Populus nigra, zwei Bäume; Rechtsverordnung aufgehoben                                                       | Direkt Bild zu diesem Denkmal hochladen |
|             | Pappelallee                                  | Horchheim/Horchheimer Höhe, an der Alten Heerstraße Lage                                                                      | Populus sp.; Rechtsverordnung aufgehoben                                                                     | Direkt Bild zu diesem Denkmal hochladen |
|             | Alte Buche                                   | Horchheimer Höhe, östlich des Ortes; Abteilung Wiedauer Heide Lage                                                            | Fagus sylvatica; Rechtsverordnung aufgehoben                                                                 | Direkt Bild zu diesem Denkmal hochladen |
|             | Alte Eiche                                   | Horchheimer Höhe, südöstlich des Ortes; Abteilung Liedchesberg Lage                                                           | Quercus robur; Rechtsverordnung aufgehoben                                                                   | Direkt Bild zu diesem Denkmal hochladen |
|             | Zigeunereiche                                | Arenberg, östlich des Ortes an der L 127 im Ehrenbreitsteiner Wald                                                            | Quercus sp.; Rechtsverordnung aufgehoben                                                                     | Direkt Bild zu diesem Denkmal hochladen |
|             | Linde                                        | Niederberg, Arenberger Straße, bei der Kirche Lage                                                                            | Tilia sp.; Rechtsverordnung aufgehoben                                                                       | Direkt Bild zu diesem Denkmal hochladen |
|             | Dicke Buche                                  | Pfaffendorfer Höhe, östlich des Ortes; Abteilung Pfaffendorfer Wald Lage                                                      | Fagis sylvatica; Rechtsverordnung aufgehoben                                                                 | Direkt Bild zu diesem Denkmal hochladen |
|             | 16 Libanonzedern                             | Pfaffendorf, südlich der Pfaffendorfer Brücke Lage                                                                            | Cedrus libani, 16 Bäume; Rechtsverordnung aufgehoben                                                         | Direkt Bild zu diesem Denkmal hochladen |
|             | Zwei Rosskastanien                           | Güls, Gulisastraße, gegenüber Nr. 61 am Großheiligenhäuschen Lage                                                             | Aesulus hippocastanum, zwei Bäume; Rechtsverordnung aufgehoben                                               | Direkt Bild zu diesem Denkmal hochladen |
|             | Linde                                        | Metternich, Oberdorfstraße, bei Nr. 16 Lage                                                                                   | Tilia sp.; Rechtsverordnung aufgehoben                                                                       | Direkt Bild zu diesem Denkmal hochladen |
|             | Pappelgruppe                                 | Metternich, am Moselufer Lage                                                                                                 | Populus sp.; Rechtsverordnung aufgehoben                                                                     | Direkt Bild zu diesem Denkmal hochladen |
|             | Silberpappel                                 | Koblenz, Südallee , zwischen Rizzastraße und Markenbildchenweg                                                                | Populus alba; Rechtsverordnung aufgehoben                                                                    | Direkt Bild zu diesem Denkmal hochladen |
|             | Zwei japanische Kaiserbäume                  | Koblenz, Neustadt, auf dem Schlossvorplatz Lage                                                                               | Paulownia tomentosa; Rechtsverordnung aufgehoben                                                             | Direkt Bild zu diesem Denkmal hochladen |
|             | Amerikanische Klettertrompete                | Koblenz, Kaiserin-Augausta-Anlagen Lage                                                                                       | Campsis radicans, orangenblütig; Rechtsverordnung aufgehoben                                                 | Direkt Bild zu diesem Denkmal hochladen |
|             | Zwei Ginkgos                                 | Koblenz, Friedrich-Ebert-Ring, vor Nr. 26 Lage                                                                                | Ginkgo biloba, zwei Bäume; Rechtsverordnung aufgehoben                                                       | Direkt Bild zu diesem Denkmal hochladen |
|             | Zwei Zierpfirsiche                           | Koblenz, Konrad-Adenauer-Ufer, am Rheinkavalier Lage                                                                          | Prunus persica, zwei Bäume; Rechtsverordnung aufgehoben                                                      | Direkt Bild zu diesem Denkmal hochladen |
|             | Zwei Trompetenbäume                          | Oberwerth, Rheinwiesen | Catalpa bignonioides, zwei Bäume; Rechtsverordnung aufgehoben                                                | Direkt Bild zu diesem Denkmal hochladen |
|             | Japanischer Kaiserbaum                       | Oberwerth, Rheinwiesen | Paulownia tomentosa; Rechtsverordnung aufgehoben                                                             | Direkt Bild zu diesem Denkmal hochladen |
|             | Zwei Götterbäume                             | Oberwerth, Rheinwiesen | Ailanthus altissima, zwei Bäume; Rechtsverordnung aufgehoben                                                 | Direkt Bild zu diesem Denkmal hochladen |
|             | Allee aus 35 Akazien und Eschen              | Karthause, Simmerner Straße                                                                                                   | Robinia pseudoacacia und Fraxinus excelsior, insgesamt 35 Bäume; Rechtsverordnung aufgehoben                 | Direkt Bild zu diesem Denkmal hochladen |
|             | Allee aus 15 Kastanienbäumen                 | Karthause, am ehemaligen Karthäuserhof                                                                                        | Aesculus hippocastanum, 15 Bäume; Rechtsverordnung aufgehoben                                                | Direkt Bild zu diesem Denkmal hochladen |
|             | Acht Pappeln                                 | Karthause, am ehemaligen Karthäuserhof                                                                                        | Populus sp., acht Bäume; Rechtsverordnung aufgehoben                                                         | Direkt Bild zu diesem Denkmal hochladen |
|             | Christusdorn                                 | Koblenz, Mainzer Straße, bei Nr. 136 Lage                                                                                     | Gleditsia triacanthos; Rechtsverordnung aufgehoben                                                           | Direkt Bild zu diesem Denkmal hochladen |
|             | Ginkgo                                       | Koblenz, Mainzerstraße, bei Nr. 62a Lage                                                                                      | Ginkgo biloba; Rechtsverordnung aufgehoben                                                                   | Direkt Bild zu diesem Denkmal hochladen |
|             | Trompetenbaum                                | Koblenz, Mainzer Straße, vor Nr. 66 Lage                                                                                      | Catalpa bignonioides; Rechtsverordnung aufgehoben                                                            | Direkt Bild zu diesem Denkmal hochladen |
|             | Blauglockenbaum                              | Koblenz, Mainzer Straße, bei Nr. 68b Lage                                                                                     | Paulownia tomentosa; Rechtsverordnung aufgehoben                                                             | Direkt Bild zu diesem Denkmal hochladen |
|             | Zwei Ginkgos                                 | Koblenz, Mainzer Straße, vor Nr. 68b Lage                                                                                     | Ginkgo biloba, zwei Bäume; Rechtsverordnung aufgehoben                                                       | Direkt Bild zu diesem Denkmal hochladen |
|             | Trompetenbaum                                | Koblenz, Mainzer Straße, vor Nr. 72 Lage                                                                                      | Catalpa bignonioides; Rechtsverordnung aufgehoben                                                            | Direkt Bild zu diesem Denkmal hochladen |
|             | Ginkgo                                       | Koblenz, Mainzer Straße, vor Nr. 108/110 Lage                                                                                 | Ginkgo biloba; Rechtsverordnung aufgehoben                                                                   | Direkt Bild zu diesem Denkmal hochladen |
|             | Trauerbuche                                  | Koblenz, Mainzer Straße, bei Nr. 108/110 Lage                                                                                 | Fagus sylvatica f. pendula; Rechtsverordnung aufgehoben                                                      | Direkt Bild zu diesem Denkmal hochladen |
|             | Kastaniengruppe                              | Oberwerth, Beethovenplatz Lage                                                                                                | Aesculus hippocastanum, vier Bäume; Rechtsverordnung aufgehoben                                              | Direkt Bild zu diesem Denkmal hochladen |
|             | Pappelgruppe                                 | Oberwerth, Beethovenplatz Lage                                                                                                | Populus sp., vier Bäume; Rechtsverordnung aufgehoben                                                         | Direkt Bild zu diesem Denkmal hochladen |
|             | Japanischer Kaiserbaum                       | Koblen, Mainzer Straße, bei Nr. 60 Lage                                                                                       | Paulownia tomentosa; Rechtsverordnung aufgehoben                                                             | Direkt Bild zu diesem Denkmal hochladen |
|             | Götterbaum                                   | Koblenz, Hohenzollernstraße, bei Nr. 147 Lage                                                                                 | Ailanthus altissima; Rechtsverordnung aufgehoben                                                             | Direkt Bild zu diesem Denkmal hochladen |
|             | Zwei Blauzedern und eine Weymouthkiefer      | Koblenz, Friedrich-Ebert-Ring, bei Nr. 41 Lage                                                                                | Cedrus atlantica f. glauca, zwei Bäume, und Pinus strobus, ein Baum; Rechtsverordnung aufgehoben             | Direkt Bild zu diesem Denkmal hochladen |
|             | Ahorn                                        | Moselweiß, Koblenzer Straße, bei Nr. 115–157 (Klinikum Kemperhof) Lage                                                        | Acer sp.; Rechtsverordnung aufgehoben                                                                        | Direkt Bild zu diesem Denkmal hochladen |
|             | Vier Kiefern                                 | Moselweiß, Koblenzer Straße, bei Nr. 115–157 (Klinikum Kemperhof) Lage                                                        | Pinus strobus, vier Bäume; Rechtsverordnung aufgehoben                                                       | Direkt Bild zu diesem Denkmal hochladen |
|             | Trauerweide                                  | Moselweiß, Koblenzer Straße, bei Nr. 115–157 (Klinikum Kemperhof) Lage                                                        | Salix alba f. tristis; Rechtsverordnung aufgehoben                                                           | Direkt Bild zu diesem Denkmal hochladen |
|             | Zwei Mammutbäume                             | Moselweiß, Koblenzer Straße, bei Nr. 115–157 (Klinikum Kemperhof) Lage                                                        | Sequoiadendron giganteum, zwei Bäume; Rechtsverordnung aufgehoben                                            | Direkt Bild zu diesem Denkmal hochladen |
|             | Hainbuche                                    | Moselweiß, Koblenzer Straße, bei Nr. 115–157 (Klinikum Kemperhof) Lage                                                        | Carpinus betulus; Rechtsverordnung aufgehoben                                                                | Direkt Bild zu diesem Denkmal hochladen |
|             | Wacholderstrauch                             | Moselweiß, Koblenzer Straße, bei Nr. 115–157 (Klinikum Kemperhof) Lage                                                        | Juniperus sabina; Rechtsverordnung aufgehoben                                                                | Direkt Bild zu diesem Denkmal hochladen |
|             | Rotbuche                                     | Moselweiß, Koblenzer Straße, bei Nr. 115–157 (Klinikum Kemperhof) Lage                                                        | Fagus sylvatica; Rechtsverordnung aufgehoben                                                                 | Direkt Bild zu diesem Denkmal hochladen |
|             | Vier Birken                                  | Moselweiß, Koblenzer Straße, bei Nr. 115–157 (Klinikum Kemperhof) Lage                                                        | Betula sp., vier Bäume; Rechtsverordnung aufgehoben                                                          | Direkt Bild zu diesem Denkmal hochladen |
|             | Amerikanische Esche                          | Moselweiß, Koblenzer Straße, bei Nr. 115–157 (Klinikum Kemperhof) Lage                                                        | Fraxinus americana; Rechtsverordnung aufgehoben                                                              | Direkt Bild zu diesem Denkmal hochladen |
|             | Blautanne                                    | Moselweiß, Koblenzer Straße, bei Nr. 115–157 (Klinikum Kemperhof) Lage                                                        | Picea pungens; Rechtsverordnung aufgehoben                                                                   | Direkt Bild zu diesem Denkmal hochladen |
|             | Acht Eichen                                  | Karthause, südlich des Ortes im Koblenzer Stadtwald; Abteilung Am Kühkopf Lage                                                | Quercus sp.; Rechtsverordnung aufgehoben                                                                     | Direkt Bild zu diesem Denkmal hochladen |
|             | Eichenbestand                                | Karthause, südlich des Ortes im Koblenzer Stadtwald Lage                                                                      | Quercus sp.; flächenhaftes Naturdenkmal, 4,8 ha; Rechtsverordnung aufgehoben                                 | Direkt Bild zu diesem Denkmal hochladen |
|             | Drei Lächen                                  | Karthause, südlich des Ortes im Koblenzer Stadtwald am Forsthaus Kühkopf Lage                                                 | Larix decidua, drei Bäume; Rechtsverordnung aufgehoben                                                       | Direkt Bild zu diesem Denkmal hochladen |
|             | Blutbuche                                    | Karthause, südlich des Ortes im Koblenzer Stadtwald Lage                                                                      | Fagus sylvatica f. purpurea; Rechtsverordnung aufgehoben                                                     | Direkt Bild zu diesem Denkmal hochladen |
|             | Alter Eichenbestand                          | Karthause, südlich des Ortes im Koblenzer Stadtwald Lage                                                                      | Quercus sp.; flächenhaftes Naturdenkmal, 0,7 ha; Rechtsverordnung aufgehoben                                 | Direkt Bild zu diesem Denkmal hochladen |
|             | Eine Eiche und drei Buchen                   | Karthause, südlich des Ortes im Koblenzer Stadtwald am Drei-Eichen-Platz Lage                                                 | Quercus sp., ein Baum, und Fagus sylvatica, drei Bäume; Rechtsverordnung aufgehoben                          | Direkt Bild zu diesem Denkmal hochladen |
|             | Eichenpflanzung von 1810                     | Karthause, südlich des Ortes im Koblenzer Stadtwald; östlich vom Forsthaus Remstecken Lage                                    | Quercus sp., 1810 gepflanzt; flächenhaftes Naturdenkmal, 5 ha; Rechtsverordnung aufgehoben                   | Direkt Bild zu diesem Denkmal hochladen |
|             | Drei Weymouth-Kiefern und eine Schwarzkiefer | Karthause, südlich des Ortes im Koblenzer Stadtwald; östlich vom Forsthaus Remstecken am Pützweg Lage                         | Pinus strobus, drei Bäume, und Pinus nigra, ein Baum; Rechtsverordnung aufgehoben                            | Direkt Bild zu diesem Denkmal hochladen |
|             | Zwei starke Fichten und drei Eichen          | Karthause, südlich des Ortes im Koblenzer Stadtwald am Forsthaus Remstecken Lage                                              | Picea abies, zwei Bäume, und Quercus sp., drei Bäume; Rechtsverordnung aufgehoben                            | Direkt Bild zu diesem Denkmal hochladen |
|             | Fünf Pappeln                                 | Karthause, südlich des Ortes im Koblenzer Stadtwald am Remstecker Bach Lage                                                   | Populus sp., fünf Bäume; Rechtsverordnung aufgehoben                                                         | Direkt Bild zu diesem Denkmal hochladen |
|             | Straßenbäume an der Simmerner Straße         | Karthause, südlich des Ortes im Koblenzer Stadtwald entlang der Römerstraße (zwischen Bäckerkreuzchen und Eiserner Hand) Lage | Picea abies und Abies alba; Rechtsverordnung aufgehoben                                                      | Direkt Bild zu diesem Denkmal hochladen |
|             | Fichte                                       | Karthause, südlich des Ortes im Koblenzer Stadtwald Lage                                                                      | Picea abies; Rechtsverordnung aufgehoben                                                                     | Direkt Bild zu diesem Denkmal hochladen |
|             | Ahornblättrige Esche                         | Karthause, südlich des Ortes im Koblenzer Stadtwald am Pützweg Lage                                                           | Fraxinus sp.; Rechtsverordnung aufgehoben                                                                    | Direkt Bild zu diesem Denkmal hochladen |
|             | Ulme                                         | Moselweiß, Koblenzer Straße, bei Nr. 115–157 (Klinikum Kemperhof) Lage                                                        | Ulmus minor; Rechtsverordnung aufgehoben                                                                     | Direkt Bild zu diesem Denkmal hochladen |
|             | Rotbuche                                     | Karthause, südlich des Ortes im Koblenzer Stadtwald Lage                                                                      | Fagus sylvatica; Rechtsverordnung aufgehoben                                                                 | Direkt Bild zu diesem Denkmal hochladen |
|             | Trauerweide                                  | Koblenz, Esther-Bejarano-Straße (ehemals Danziger Freiheit) Lage                                                              | Salix alba f. tristis; Rechtsverordnung aufgehoben                                                           | Direkt Bild zu diesem Denkmal hochladen |
|             | Eiche                                        | Karthause, Am Spitzberg, bei Nr. 7 Lage                                                                                       | Quercus robur; Rechtsverordnung aufgehoben                                                                   | Direkt Bild zu diesem Denkmal hochladen |